# 郝军辉
郝军辉（1971年4月—），男，汉族，中华人民共和国政治人物。曾任国家税务总局总会计师，总经济师、副局长，国家消防救援局政治委员、党委书记，中华人民共和国应急管理部党委委员、政治部主任等职。现任中共中央组织部部务委员。